# Hamburg
Thành phố Hanse Hamburg (phiên âm tiếng Việt: Hăm-buốc) tên đầy đủ là Thành phố Tự do và Hanse Hamburg (tiếng Đức: Freie und Hansestadt Hamburg) là một tiểu bang và là thành phố lớn thứ hai của Đức, có cảng Hamburg lớn thứ 2 trong Liên minh châu Âu.
Hamburg là thành phố thương mại quốc tế và cũng là trung tâm thương mại, văn hoá của phía bắc nước Đức, trung tâm của vùng đô thị Hamburg, một trong số tổng cộng là 11 vùng đô thị tại Đức.

## Thể thao
Nhắc đến thể thao Hamburg, có lẽ nổi tiếng nhất là câu lạc bộ bóng đá Hamburger SV. Hamburger SV đã vô địch châu Âu 1 lần, vô địch bóng đá Đức 6 lần cùng nhiều danh hiệu khác. Sân vận động của câu lạc bộ mang tên công ty truyền thông AOL (trước năm 2001 là sân vận động Volkspark). Đây cũng là nơi tổ chức 3 trận đấu thuộc giải vô địch bóng đá thế giới 1974 và 5 trận đấu thuộc giải vô địch bóng đá thế giới 2006.

## Địa điểm du lịch
- Speicherstadt & Hafen City: Điểm du lịch này nằm ở phía Đông Bắc của thành phố với một quần thể nhà kho là các tòa nhà bằng gạch đỏ được thiết kế theo phong cách hình khối lớn nhất trên thế giới. Đặc trưng của điểm tham quan này là cây cối tốt tươi, cửa sổ gỗ sồi. Speichertadt của Hamburg là khu nhà kho cổ lớn nhất thế giới.
- Chợ cá Altona: Chợ cá đã nổi tiếng từ những năm 1703 đóng một vai trò quan trọng trong ngành du lịch nói riêng và cả xã hội nói chung Thời gian mở cửa của chợ cá từ 5h-9h30 vào mùa hè và 7h-9h30 vào mùa đông vào các ngày chủ nhật hàng tuần. Cá tươi được lấy trực tiếp từ biển vào được này la liệt ra để phục vụ nhu cầu mua của người tiêu dùng..
- Tòa thị chính Hamburg: Đây chính là tòa nhà quan trọng của thành phố, được xây dựng bằng đá sa thạch vào những năm cuối thế kỷ 19. Sau khi tòa thị chính cũ bị phá hủy vào năm 1842. Đây là nơi diễn ra các cuộc họp của Thượng viện và Quốc hội. Tòa nhà có tổng cộng 647 phòng với tổng diện tích lên tới 17.000 mét vuông, cùng đài phun nước ở khoảng sân. Với lối kiến trúc cổ và được trang trí vô cùng tỷ mỷ, công phu làm cho nơi này càng trở nên hấp dẫn.
- Alster Lake: Đây là một hồ nhân tạo của thành phố là điểm kết nối của khu vực nội thành thành phố. Từ đây bạn có thể tìm thấy những hình ảnh đẹp, lịch sử hình thành và quá trình phát triển của Hamburg.
- Nhà hát Opera Hamburg Hafen: nhà hát có cấu trúc khá đồ sộ, ½ phần dưới của nhà hát ở Hamburg được xây bằng bê tông, nâng đỡ phần trên cùng bằng kính có hình tảng băng nổi khồng lồ.

## Trung tâm mua sắm
Khu phố sầm uất nhất thành phố Mönckebergstraße, đây được mệnh danh là thiên đường shopping của các tín đồ thời trang. Nơi đây cũng rất gần tòa thị chính của thành phố và bên trái chính là dòng kênh Alsterfleet thơ mộng. Ngoài ra cũng có thể kê đến tên một số trung tâm mua sắm ở Hamburg như Levantehaus, Europa-Passage, Mellin-Passage, Bleichenhof-Passage, Galleria, Hanse-Viertel,...